# فوق‌العاده شرور، به طرز وحشتناکی شیطانی و پست
فوق‌العاده شرور، به طرز وحشتناکی شیطانی و پست (به انگلیسی: Extremely Wicked, Shockingly Evil and Vile) یک فیلم زندگی‌نامه‌ای جنایی محصول سال ۲۰۱۹ ایالات متحده است. این فیلم به کارگردانی جو برلینگر است و فیلم‌نامهٔ آن توسط مایکل ورلی، بر اساس خاطرات دوست‌دختر سابق تد باندی، الیزابت کنگل، «شاهزاده فانتوم: زندگی من با تد باندی» نوشته شده است. از بازیگران آن می‌توان به زک افران در نقش تد باندی، و لی‌لی کالینز در نقش لیز کندال، و کایا اسکودلاریو در نقش همسر باندی اشاره کرد. عنوان فیلم اشاره به سخنان کورارت در قتل باندی دارد در حالی که او محکوم به مرگ است. نخستین نمایش این فیلم در ۲۶ ژانویه ۲۰۱۹ و در جشنواره فیلم ساندنس بود، و سپس در ۳ مه ۲۰۱۹ توسط نت‌فلیکس منتشر شد. فیلم با واکنش متوسطی از سوی منتقدان همراه بود، هرچند عملکرد افران مورد ستایش قرار گرفت.

## داستان
این فیلم به داستان واقعی زندگی تد باندی یک آدم‌کش زنجیره‌ای مخوف می‌پردازد که در دههٔ هفتاد میلادی باعث رعب و وحشت فراوان شد و…

## بازیگران
- زک افران در نقش تد باندی
- لی‌لی کالینز در نقش لیز کندال
- کایا اسکودلاریو در نقش کارول آن بوون
- جفری داناوان در نقش جان اوکانلل
- آنجلا سارافیان در نقش جوانا
- دیلن بیکر در نقش دیوید یوکوم
- برایان گراتی در نقش دن دود
- تری کینی در نقش مایک فیشر
- هالی جوئل آزمنت در نقش جری تامپسون
- جیمز هتفیلد در نقش باب هیوارد
- گریس ویکتوریا کاکس در نقش کارول دارونچ
- جیم پارسونز در نقش لری سیمپسون
- جان مالکوویچ در نقش ادوارد کوارت
- جاستین مک کامبس در نقش جیم دوماس
- فربه شفرد در نقش لوئیز باندی، مادر تد